# Segunda División de Costa Rica
La Segunda División de Costa Rica, también conocida como Liga de Ascenso (LIASCE por sus siglas), es la liga inferior a la Primera División de Costa Rica y superior que la Tercera División según el Sistema de ligas de fútbol de Costa Rica.
Este torneo es la catapulta hacia la máxima categoría. Es un torneo competitivo debido al hecho de que solo un equipo por temporada obtiene el ascenso. Durante años los representantes de los clubes han intentado cambiar esto, pero debido a que la UNAFUT les ha planteado otras condiciones, no se ha llegado a mayor acuerdo.
Por motivos de patrocinio se llama Liga Transcomer de ascenso cuenta con 18 clubes y actualmente se juega bajo el sistema de Torneos cortos llamados: Torneo de Apertura (de julio a diciembre) y Torneo de Clausura (de enero a mayo)

## Historia
Por esta División han pasado equipos grandes y de tradicionales para el fútbol de Costa Rica, como lo son el Deportivo Saprissa, C.S. Cartaginés, C.S. La Libertad, C.S. Uruguay de Coronado, Orión F.C., Municipal Puntarenas y Deportivo Barrio México. A la segunda división se le ha llamado en diferentes años Primera División "B" de Ascenso y Liga Mayor de Fútbol.
El primer campeonato de Segunda se disputó en 1921. La Unión Deportiva Moravia fue el ganador de ese certamen que fue solo participativo hasta 1934. A partir de 1935 y hasta 1963 el campeón de Segunda División jugó una liguilla de promoción con el último lugar de la Primera División. Los equipos de Segunda División perdieron esa liguilla en todos los casos salvo Uruguay en 1949; Moravia, en 1950 y el Deportivo Nicolás Marín (actualmente Barrio México) en 1963 que si lograron ganarla y ascender. A partir de 1964 y hasta la fecha el campeón de la Segunda División asciende de forma directa a la Primera División. Hasta el año 1987 se juega el sistema de finales. Desde ese año y hasta el 2003 los ganadores de las semifinales se enfrentaban para pelear por el boleto a Primera División a vuelta recíproca. En 2003 se establece el sistema de torneos cortos, en el que los ganadores de las finales de Apertura y Clausura de cada año se baten en una serie final por el ascenso a vuelta recíproca.

### Récords
- La máxima goleada en la Liga de Ascenso de Costa Rica se dio en 1976, en esa ocasión el conjunto del Municipal Golfito ganó 14 goles a 1 al Club Sport La Libertad en el estadio Municipal de Golfito. El jugador golfiteño Luis La China Corrales anotó ocho tantos en ese juego.[2]
- El equipo más taquillero en la historia de la categoría fue el Club Sport Cartaginés en la temporada 1983 llenando su estadio todos sus partidos de local y volvió a la máxima categoría en 1984, está fue la segunda ocasión que este club tan histórico disputó la segunda división tras participar también en la temporada de 1935.

## Equipos participantes
Aclaración: La lista de equipos es para el torneo Apertura 2025, ya que Santa Ana es recién descendido de primera división, San Carlos F.C. descendió a Linafa y PFA Antioquia fue comprado por el Real Estelí como franquicia para el torneo.
| Equipo                   | Ciudad                 | Estadio                      | Capacidad | Fundación      |
| ------------------------ | ---------------------- | ---------------------------- | --------- | -------------- |
| C.S. Uruguay de Coronado | Coronado, San José     | Municipal El Labrador        | 2,500     | 1936           |
| A.D. Aserrí F.C.         | Aserrí, San José       | ST Center                    | 2,500     | 1940           |
| A.D. Carmelita           | Alajuela               | Rafael Bolaños               | 2,400     | 1948           |
| A.D. Cariari Pococí      | Pococí, Limón          | Bernardo Veach               | 2,200     | 1972           |
| Municipal Grecia         | Grecia, Alajuela       | Allen Riggioni               | 3.354     | 1998 (27 años) |
| Quepos Cambute FC        | Quepos, Puntarenas     | Estadio Finca Damas          | 1,000     | 1996           |
| Jicaral Sercoba          | Lepanto, Puntarenas    | Asociación Cívica Jicaraleña | 1,500     | 2007           |
| COFUTPA - U San Jose     | Palmares, Alajuela     | Jorge "Palmareño" Solís      | 4,000     | 2012           |
| Fútbol Consultants       | Desamparados, San José | Hernán Cuty Monge            | 5,000     | 2017           |
| Inter de San Carlos      | San Carlos, Alajuela   | Estadio de Pital             | 3,000     | 2022           |
| A.D Sarchí               | Sarchí, Alajuela       | Estadio Eliécer Pérez        | 2,500     | 2020           |
| Escorpiones de Belén     | Belén, Heredia         | Polideportivo de Belén       | 1,000     | 2021           |
| Santa Cruz PFA           | Santa Cruz, Guanacaste | Estadio Cacique Diria        | 2,000     | 2025           |
| Santa Ana Fútbol Club    | Santa Ana, San José    | Piedades de Santa Ana        | 2,000     | 1993           |
| Upala FC                 | Upala, Alajuela        | Edgardo Baltodano            | 6,000     | 2015           |
| Pitbulls Santa Bárbara   | Santa Bárbara, Heredia | Carlos Alvarado              | 5,000     | 2024           |

## Derechos y transmisiones de televisión
Actualmente los derechos de transmisión de este campeonato los posee FUTV, por el momento solo algunos juegos son televisados en vivo por TD+ a pesar de la exclusividad que tiene FUTV con los derechos de transmisión.

## Historial
Lista de campeones de la Segunda División de Costa Rica.
| Torneo | Temporada                           | Campeón                            | Final               | Subcampeón                      | Descendido                          | Entrenador                | Notas                          |
| ------ | ----------------------------------- | ---------------------------------- | ------------------- | ------------------------------- | ----------------------------------- | ------------------------- | ------------------------------ |
| 1      | 1921                                | U. D. Moravia                      |                     |                                 |                                     | Sin Datos                 | Primer campeón                 |
| 2      | 1922                                | C. S. La Libertad                  |                     | C. S. Plaza Víquez              |                                     | Eduardo Garnier Ugalde    |                                |
| 3      | 1923                                | C. S. La Libertad                  |                     | C. S. Independencia             |                                     | Eduardo Garnier Ugalde    |                                |
| 4      | 1924                                | C. S. Guadalupe                    |                     | U. D. Moravia                   |                                     | Sin Datos                 |                                |
| 5      | 1925                                | C. S. Independencia                |                     | C. S. Herediano                 |                                     | Sin Datos                 |                                |
| 6      | 1926                                | Juventud de Mata Redonda           |                     | L. D. Alajuelense               |                                     | Sin Datos                 |                                |
| 7      | 1927                                | Santo Domingo                      |                     | U. D. Moravia                   |                                     | Sin Datos                 |                                |
| 8      | 1928                                | C. S. México                       |                     |                                 |                                     | Sin Datos                 |                                |
| 9      | 1929                                | Orión F. C.                        |                     | C. S. La Libertad               |                                     | Sin Datos                 |                                |
| 10     | 1930                                | C. S. La Libertad                  |                     | L. D. Alajuelense               |                                     | Eduardo Garnier Ugalde    |                                |
| 11     | 1931                                | Buenos Aires F. C.                 |                     | C. S. La Libertad               |                                     | Sin Datos                 |                                |
| 12     | 1932                                | A. D. Alajuela Junior              |                     | C. S. La Libertad               |                                     | Sin Datos                 | Primer ascendido.              |
| 13     | 1933                                | C. S. La Libertad                  |                     | A. D. Alajuela Junior           |                                     | Néstor Solano             |                                |
| 14     | 1934                                | C. S. La Libertad                  |                     | L. D. Alajuelense               |                                     | Humberto Saborío Berrocal |                                |
| 15     | 1935                                | C. S. Cartaginés                   |                     | A. D. Alajuela Junior           | C. S. México                        | Sin Datos                 |                                |
| 16     | 1936                                | C. S. Herediano                    |                     | C. S. Buenos Aires              | C. S. Buenos Aires                  | Sin Datos                 |                                |
| 17     | 1937                                | La Unión de Tres Ríos              |                     |                                 | A. D. Alajuela Junior               | Sin Datos                 |                                |
| 18     | 1938                                | Orión F. C.                        |                     | La Unión de Tres Ríos           |                                     | Sin Datos                 |                                |
| 19     | 1939                                | C. S. La Libertad                  |                     | Los Ángeles Atletic Association |                                     | Sin Datos                 |                                |
| 20     | 1940                                | L. D. Alajuelense                  |                     |                                 |                                     | Sin Datos                 | No hubo ascenso                |
| 21     | 1941                                | Orión F. C.                        |                     |                                 |                                     | Sin Datos                 |                                |
| 22     | 1942                                | C. S. Uruguay                      |                     |                                 |                                     | Sin Datos                 |                                |
| 23     | 1943                                | Sindicato del Calzado              |                     |                                 |                                     | Sin Datos                 |                                |
| 24     | 1944                                | U. D. Moravia                      |                     |                                 |                                     | Sin Datos                 |                                |
| 25     | 1945                                | Club Atlético Álvarez              |                     |                                 |                                     | Sin Datos                 |                                |
| 26     | 1946                                | Rohrmoser F. C.                    |                     |                                 |                                     | Sin Datos                 |                                |
| 27     | 1947                                | Rohrmoser F. C.                    |                     |                                 |                                     | Sin Datos                 |                                |
| 28     | 1948                                | Saprissa F. C.                     |                     |                                 |                                     | Sin Datos                 | Campeón invicto                |
| 29     | 1949                                | C. S. Uruguay                      |                     |                                 |                                     | Sin Datos                 |                                |
| 30     | 1950                                | U. D. Moravia                      |                     |                                 |                                     | Sin Datos                 |                                |
| 31     | 1951                                | No hubo torneo                     | No hubo torneo      | No hubo torneo                  | No hubo torneo                      | No hubo torneo            | No hubo torneo                 |
| 32     | 1952                                | Nicolás Marín                      |                     |                                 |                                     | Sin Datos                 |                                |
| 33     | 1953                                | C. S. Guadalupe                    |                     |                                 |                                     | Sin Datos                 |                                |
| 34     | 1954                                | No hubo torneo                     |                     |                                 |                                     | Sin Datos                 | No hubo ascenso                |
| 35     | 1955                                | C. S. Guadalupe                    |                     |                                 |                                     | Sin Datos                 | No hubo ascenso                |
| 36     | 1956                                | Universidad de Nacional Costa Rica |                     |                                 | Universidad y Moravia               | Sin Datos                 |                                |
| 37     | 1957                                | Carmen F. C.                       |                     |                                 |                                     | Sin Datos                 |                                |
| 38     | 1958                                | Orión F. C.                        |                     |                                 | Orión F. C.                         | Sin Datos                 | Primera División B de Ascenso  |
| 39     | 1959                                | C. S. La Libertad                  |                     |                                 | C. S. La Libertad                   | Sin Datos                 | Primera División B de Ascenso  |
| 40     | 1960                                | C. S. Uruguay                      |                     |                                 | C. S. Uruguay                       | Sin Datos                 | Primera División B de Ascenso  |
| 41     | 1961                                | Nicolás Marín                      |                     |                                 | C. S. La Libertad                   | Sin Datos                 |                                |
| 42     | 1962                                | Nicolás Marín                      |                     |                                 | Carmen y Gimnástica Española        | Sin Datos                 |                                |
| 43     | 1963                                | Nicolás Marín                      |                     |                                 |                                     | Sin Datos                 |                                |
| 44     | 1964                                | Municipal Turrialba                |                     |                                 |                                     | Sin Datos                 |                                |
| 45     | 1965                                | A. D. San Carlos                   |                     |                                 |                                     | Sin Datos                 |                                |
| 46     | 1966                                | Nicolás Marín                      |                     |                                 | Nicolás Marín                       | Sin Datos                 | Asciende al vencer a San Ramón |
| 47     | 1967                                | A. D. Ramonense                    |                     |                                 | Municipal Turrialba                 | Sin Datos                 |                                |
| 48     | 1968                                | C. S. Uruguay                      |                     |                                 | C. S. Uruguay                       | Sin Datos                 |                                |
| 49     | 1969                                | Municipal Turrialba                |                     | Grecia F.C.                     | Orión F. C.                         | Sin Datos                 |                                |
| 50     | 1970                                | Rohrmoser F. C.                    |                     |                                 | Limón y San Carlos                  | Sin Datos                 |                                |
| 51     | 1971                                | Limón F. C.                        |                     |                                 | Municipal Turrialba                 | Sin Datos                 |                                |
| 52     | 1972                                | Municipal Turrialba                |                     | Grecia F.C.                     | Rohrmoser F. C.                     | Sin Datos                 |                                |
| 53     | 1973                                | Universidad de Costa Rica          |                     |                                 | Municipal Puntarenas                | Sin Datos                 |                                |
| 54     | 1974                                | Municipal Turrialba                |                     | Grecia F.C.                     | Municipal Turrialba                 | Sin Datos                 |                                |
| 55     | 1975                                | A. D. Guanacasteca                 |                     |                                 |                                     | Sin Datos                 |                                |
| 56     | 1976                                | Municipal Puntarenas               |                     |                                 |                                     | Juan Colecchio            |                                |
| 57     | 1977                                | A. D. San Carlos                   |                     |                                 |                                     | Sin Datos                 | No hubo ascenso                |
| 58     | 1978                                | A. D. San Carlos                   |                     |                                 | San Carlos, Turrialba y Universidad | Sin Datos                 |                                |
| 59     | 1979                                | A. D. San Miguel                   |                     |                                 | A. D. Guanacasteca                  | Floyd Daniels             |                                |
| 60     | 1980                                | Municipal San José                 |                     |                                 | Municipal San José                  | José Joaquín García       |                                |
| 61     | 1981                                | A. D. Sagrada Familia              |                     | A. D. Naranjo                   | Municipal Turrialba                 | Sin Datos                 |                                |
| 62     | 1982                                | Carmen F. C.                       |                     |                                 | A. D. San Miguel                    | Óscar Madrigal            |                                |
| 63     | 1983                                | C. S. Cartaginés                   |                     |                                 | C. S. Cartaginés                    | Juan José Gámez           |                                |
| 64     | 1984                                | Municipal Curridabat               |                     |                                 | Carmen F. C.                        | Floyd Daniels             |                                |
| 65     | 1985                                | A. D. Guanacasteca                 |                     |                                 | Municipal San José                  | Antonio Moyano            |                                |
| 66     | 1986                                | Municipal Curridabat               |                     |                                 | Municipal Curridabat                | Didier Castro             |                                |
| 67     | 1987                                | C. S. Uruguay                      |                     | Municipal Turrialba             | A. D. Sagrada Familia               | Sady Gutiérrez            |                                |
| 68     | 1988                                | A. D. Palmares                     |                     | Pérez Zeledón                   | Municipal Curridabat                | Carlos Losilla            |                                |
| 69     | 1989                                | Asociación Deportiva Generaleña    |                     | Municipal Turrialba             | A. D. Ramonense                     | Floyd Daniels             |                                |
| 70     | 1990                                | Campeonato Desierto                | Campeonato Desierto | Campeonato Desierto             | Campeonato Desierto                 | Campeonato Desierto       | Campeonato Desierto            |
| 71     | 1990-91                             | Municipal de Pérez Zeledón         | 3-1, 3-0            |                                 | A. D. Palmares                      | Didier Castro             |                                |
| 72     | 1991-92                             | A. D. Ramonense                    | 0-1, 1-1            |                                 | C. S. Uruguay                       | Toribio Rojas             |                                |
| 73     | 1992-93 Segunda División Costa Rica | A. D. Belén                        | 3-2, 1-1            | A. D. Goicoechea                | A. D. Guanacasteca                  | Armando Rodríguez         |                                |
| 74     | 1993-94 Segunda División Costa Rica | A. D. Sagrada Familia              | 1-1, 1-1 (4-5)      | A. D. Goicoechea                | A. D. Limonense                     | Gerardo Ureña             |                                |
| 75     | 1994-95 Segunda División Costa Rica | A. D. Guanacasteca                 | 2-0, 1-1            | A. D. Carmelita                 | A. D. Sagrada Familia               | Orlando De León           |                                |
| 76     | 1995-96 Segunda División Costa Rica | A. D. M. Goicoechea                | 1-0, 2-2            | Universidad de C. R.            | Municipal Turrialba                 | Róger Flores              |                                |
| 77     | 1996-97 Segunda División Costa Rica | A. D. Santa Bárbara                | 0-2, 1-1            | A. D. Limonense                 | A. D. Guanacasteca                  | Orlando De León           |                                |
| 78     | 1997-98 Segunda División Costa Rica | A. D. Limonense                    | 1-1, 3-1            | Universidad de C.R.             | A. D. Belén                         | Jan Hajek                 |                                |
| 79     | 1998-99                             | Santos de Guapiles                 | 2-2, 2-2(4-5)       | Municipal Liberia 88'           | A. D. Ramonense                     | Luis Chan                 |                                |
| 80     | 1999-00                             | Municipal Osa                      | 1-1, 1-1 (5-3)      | Municipal Liberia               | Municipal Goicoechea                | Víctor Solís              |                                |
| 81     | 2000-01                             | Municipal Liberia                  | 1-0, 2-1            | A. D. Ramonense                 | Municipal Puntarenas                | Luis Bonilla              |                                |
| 82     | 2001-02 segunda División Costa Rica | A. D. Guanacasteca                 | 2-2, 1-3            | A. D. Cartagena                 | A. D. Limonense                     | Leroy Lewis               |                                |
| 83     | 2002-03                             | A. D. Ramonense                    | 1-1, 0-2            | Universidad de C. R.            | Municipal Osa                       | Orlando De León           |                                |
| 84     | 2003-04                             | A. D. Belén                        | 1-1, 2-1            | A. D. Cartagena                 | A. D. San Carlos                    | Mario Solís               |                                |
| 85     | 2004-05                             | A. D. Santacruceña                 | 2-0, 1-2            | Fusión Tibás                    | A. D. Belén                         | Hernán Sosa               |                                |
| 86     | 2005-06                             | A. D. San Carlos                   | 1-1, 1-1 (4-3)      | A. D. Cartagena                 | A. D. Ramonense                     | Hernán Sosa               |                                |
| 87     | 2006-07                             | Universidad de C.R.                | 0-0, 1-1            | A. D. Cartagena                 | A. D. Santacruceña                  | Marvin Solano             |                                |
| 88     | 2007-08                             | A. D. Ramonense                    | 1-0, 2-0            | Municipal Grecia                | Santos de Guapiles                  | Orlando De León           |                                |
| 89     | 2008-09                             | Santos de Guapiles                 | 3-1, 1-1            | A. D. Barrio México             | A. D. Carmelita                     | Oscar Ramírez             |                                |
| 90     | 2009-10                             | Limón F. C.                        | 1-0, 2-2            | A. D. Barrio México             | A. D. Ramonense                     | Ronald Mora               |                                |
| 91     | 2010-11                             | A. D. Belén                        | 3-2, 0-1 (4-2)      | A. D. Cartagena                 | Universidad de C.R.                 | Vinicio Alvarado          |                                |
| 92     | 2011-12                             | C. S. Uruguay                      | 0-1, 1-2            | A. D. Carmelita                 | Orión F. C.                         | Randall Chacón            |                                |
| 93     | 2012-13                             | Universidad de C.R.                | 1-0, 3-1            | A. S. Puma                      | A. D. San Carlos                    | José Giacone              |                                |
| 94     | 2013-14                             | A. S. Puma                         | 0-0, 1-1            | A. D. Escazuceña                | Puntarenas F. C.                    | Edgar Carvajal Ramírez    |                                |
| 95     | 2014-15                             | Municipal Liberia                  | 1–0, 1–1            | Puntarenas F. C.                | A. S. Puma                          | Orlando De León           |                                |
| 96     | 2015-16                             | A. D. San Carlos                   | 4–0, 5–0            | A. S. Puma                      | C. S. Uruguay                       | Geiner Segura             |                                |
| 97     | 2016-17                             | Municipal Grecia                   | 1–2, 3–0            | A. D. R. Jicaral                | A. D. San Carlos                    | Walter Centeno            |                                |
| 98     | 2017-18                             | A. D. San Carlos                   | 3–3, 2–1            | A. D. R. Jicaral                | Municipal Liberia                   | Martín Cardetti           |                                |
| 99     | 2018-19                             | A. D. R. Jicaral                   | 0–0, 2–1            | A. D. Guanacasteca              | A. D. Carmelita                     | Jeaustin Campos           |                                |
| 100    | 2019-20                             | Sporting F. C.                     | 1-1, 1–0            | Juventud Escazuceña             | U Universitarios                    | Randall Row               |                                |
| 101    | 2020-21                             | A. D. Guanacasteca                 | 0-0, 1–0            | A. D. C. Barrio México          | Limón Fútbol Club                   | Minor Díaz                |                                |
| 102    | 2021-22                             | Puntarenas F. C.                   | 1-0, 2–0            | A.D.Carmelita                   | Jicaral                             | Horacio Esquivel          |                                |
| 103    | 2022-23                             | Municipal Liberia                  | 0-1, 2–0            | Escorpiones                     | Guadalupe F. C.                     | Minor Díaz                |                                |
| 104    | 2023-24                             | Municipal Santa Ana                | 3-0, 1-2            | Jicaral                         | Municipal Grecia                    | Cristian Oviedo           |                                |
| 105    | 2024-25                             | Guadalupe F. C.                    | 1-1, 2-1            | Fútbol Consultants              | Santa Ana F.C.                      | Fernando Palomeque        |                                |

## Palmarés
Campeones de la Segunda División.
| Club                               | Campeón | Títulos Temporada                        |
| ---------------------------------- | ------- | ---------------------------------------- |
| C. S. La Libertad                  | 7       | 1922, 1923, 1930, 1933, 1934, 1939, 1959 |
| A. D. Barrio México                | 6       | 1952, 1961, 1962, 1963, 1966, 1980       |
| C. S. Uruguay                      | 6       | 1942, 1949, 1960, 1968, 1987, 2012       |
| A. D. San Carlos                   | 6       | 1965, 1977, 1978, 2006, 2016, 2018       |
| A. D. Guanacasteca                 | 5       | 1975, 1985, 1995, 2002, 2021             |
| Orión F. C.                        | 4       | 1929, 1938, 1941, 1958                   |
| Municipal Turrialba                | 4       | 1964, 1969, 1972, 1974                   |
| A. D. Ramonense                    | 4       | 1967, 1992, 2003, 2008                   |
| A. D. Moravia                      | 3       | 1921, 1944, 1950                         |
| C. S. Guadalupe                    | 3       | 1924, 1953, 1955                         |
| Rohrmoser F. C.                    | 3       | 1946, 1947, 1970                         |
| Limón F. C.                        | 3       | 1971, 1998, 2010                         |
| A. D. Belén                        | 3       | 1993, 2004, 2011                         |
| Universidad de Costa Rica          | 3       | 1973, 2007, 2013                         |
| Municipal Liberia                  | 3       | 2001, 2015, 2023                         |
| A. D. Carmelita                    | 2       | 1957, 1982                               |
| C. S. Cartaginés                   | 2       | 1935, 1983                               |
| Municipal Curridabat               | 2       | 1984, 1986                               |
| A. D. Sagrada Familia              | 2       | 1981, 1994                               |
| A. D. San Miguel                   | 2       | 1979, 1996                               |
| A. D. Santos                       | 2       | 1999, 2009                               |
| C. S. Independencia                | 1       | 1925                                     |
| Juventud de Mata Redonda           | 1       | 1926                                     |
| Santo Domingo                      | 1       | 1927                                     |
| C. S. México                       | 1       | 1928                                     |
| Buenos Aires F. C.                 | 1       | 1931                                     |
| Alajuela Junior                    | 1       | 1932                                     |
| Imperial                           | 1       | 1951                                     |
| C. S. Herediano                    | 1       | 1936                                     |
| La Unión                           | 1       | 1937                                     |
| L. D. Alajuelense                  | 1       | 1940                                     |
| Universidad de Nacional Costa Rica | 1       | 1956                                     |
| Sindicato de Calzado               | 1       | 1943                                     |
| C. A. Álvarez                      | 1       | 1945                                     |
| Saprissa F. C.                     | 1       | 1948                                     |
| Municipal Puntarenas               | 1       | 1976                                     |
| A. D. Palmares                     | 1       | 1988                                     |
| A. D. Generaleña                   | 1       | 1989                                     |
| A. D. Pérez Zeledón                | 1       | 1991                                     |
| A. D. Santa Bárbara                | 1       | 1997                                     |
| Municipal Osa                      | 1       | 2000                                     |
| A. D. Santacruceña                 | 1       | 2005                                     |
| A. S. Puma                         | 1       | 2014                                     |
| Municipal Grecia                   | 1       | 2017                                     |
| A. D. R. Jicaral                   | 1       | 2019                                     |
| Sporting F. C.                     | 1       | 2020                                     |
| Puntarenas F. C.                   | 1       | 2022                                     |
| Santa Ana                          | 1       | 2024                                     |
| Guadalupe F.C.                     | 1       | 2025                                     |

## Datos

### Finales
A pesar de que la segunda división inició en 1921, la primera final de esta categoría fue hasta en el campeonato de 1987, dicha final fue disputada entre el Municipal Turrialba y el Uruguay de Coronado, este último ascendió a la Primera División pese a que esta final correspondió al campeonato de 1987 se jugó en marzo de 1988. El primer juego se realizó el domingo 20 de marzo a las once de la mañana en el Estadio Luis Ángel "Pipilo" Umaña y concluyó con empate a cero, mientras que el de vuelta se jugó el domingo 27 de marzo a las once de la mañana en el Estadio Rafael Ángel Camacho. Los de Coronado ganaron dos goles por cero con anotaciones de Jorge Roldán y Rony Díaz, quien se convirtió en el primer anotador en una final de ascenso.
- En 41 finales, tanto en toreos cortos como en campeonatos se han anotado 202 goles, de los cuales tres han sido autogoles.
- Se han mostrado 45 tarjetas rojas, se han sancionado 30 penales, de los cuales 19 han sido anotados y 11 malogrados.
- Rodolfo Arnáez es el jugador con más anotaciones, contabiliza cuatro tantos y ha militado con Liberia, Guanacasteca, Municipal Grecia y Belén.
- Logan Santamaría y Juan Luis Hernández son los jugadores más efectivos de las finales, Santamaría ha disputado ocho finales y ha logrado un ascenso, por su parte, Hernández ha disputado tres finales y en las tres logró el título de ascenso.

### Goleadores por torneo
| Jugador                        | Goles     | Temporada | Equipo                              |
| ------------------------------ | --------- | --------- | ----------------------------------- |
| Guillermo León                 | 33        | 1948      | Deportivo Saprissa                  |
| Carlos Solano                  | Sin Datos | 1968-69   | Municipal Turrialba                 |
| Luis Corrales                  | 42        | 1976      | Municipal Golfito                   |
| Pastor Fernández               | Sin Datos | 1985      | A. D. Pérez Zeledón                 |
| Luis Quirós                    | 14        | 1986      | Municipal Liberia                   |
| Humberto Duarte                | 20        | 1987      | A. D. San Miguel                    |
| José Luis Zúñiga               | 21        | 1988      | A. D. Palmares                      |
| Humberto Duarte                | 14        | 1989      | A. D. Generaleña                    |
| Juan José Murillo              | 23        | 1991      | Municipal Pérez Zeledón             |
| Gilberth Solano                | Sin Datos | 1992      | A. D. Ramonense                     |
| Carlos Ureña                   | Sin Datos | 1992-93   | A. D. Sagrada Familia               |
| Allan Oviedo                   | Sin Datos | 1993-94   | A. D. Sagrada Familia               |
| Enrique Murillo                | Sin Datos | 1994-95   | A. D. Carmelita                     |
| José Libardo Duarte            | 15        | 1995-96   | A. D. Barrio México                 |
| Marvin Bonilla                 | 19        | 1996-97   | A. D. Municipal Paraíso             |
| Kurt Bernard                   | 22        | 1997-97   | Limón F. C.                         |
| Bill González                  | 25        | 1998-99   | A. D. Santos                        |
| Erick Jiménez                  | 28        | 1999-00   | A. D. Barrio México                 |
| Roberto Porras                 | 28        | 2000-01   | A. D. Ramonense                     |
| Alejandro Alfaro               | 44        | 2001-02   | A. D. Municipal Paraíso             |
| Álvaro Barrantes               | 25        | 2002-02   | A. D. Belén                         |
| José Antonio Torres            | 29        | 2003-04   | A. D. Cartagena                     |
| Ricardo Vargas                 | 22        | 2004-05   | A. D. San Carlos                    |
| Alejandro Alfaro               | 21        | 2005-06   | Municipal Coto Brus                 |
| Carlos Barahona                | 21        | 2006-07   | A. D. Naranjeña                     |
| Kenneth Solano, Hanswell Ewers | 30        | 2007-08   | Municipal Turrialba, Limón F. C.    |
| Juan Martín Juárez             | 20        | 2008-09   | Municipal Grecia                    |
| Cristian Lagos                 | 38        | 2009-10   | Municipal Turrialba                 |
| Erick Corrales                 | 18        | 2010-11   | A. D. Belén                         |
| Johan Condega                  | 24        | 2011-12   | C. S. Uruguay                       |
| David Diach                    | 20        | 2012-13   | Juventud Escazuceña                 |
| Luis González                  | 17        | 2013-14   | A.S. Puma                           |
| Starling Matarrita             | 22        | 2014-15   | A. D. Cariari Pococí                |
| Bill González                  | 18        | 2015-16   | A. D. Barrio México                 |
| Frank Zamora                   | 29        | 2016-17   | Aserrí F. C.                        |
| Jaime Valderramos              | 26        | 2017-18   | A.S. Puma                           |
| Berny Solórzano                | 19        | 2018-19   | A. D. Cofutpa Palmares              |
| Bryan Vega, Lopsang Balmaceda  | 17        | 2019-20   | Sporting F. C., Uruguay de Coronado |
| Steven Cárdenas                | 16        | 2020-21   | A. D. Barrio México                 |